# Neopycnodonte
Genre
Neopycnodonte est un genre de mollusques bivalves de la famille des Gryphaeidae.

## Systématique
Le genre Neopycnodonte a été créé en 1971 par le paléontologue et malacologiste américain Henryk Bronislaw Stenzel (d) avec pour espèce type Neopycnodonte cochlear.

## Liste d'espèces
Selon World Register of Marine Species (17 septembre 2021) :
- Neopycnodonte cochlear (Poli, 1795) - espèce type
- Neopycnodonte zibrowii Gofas, Salas & Taviani, 2009

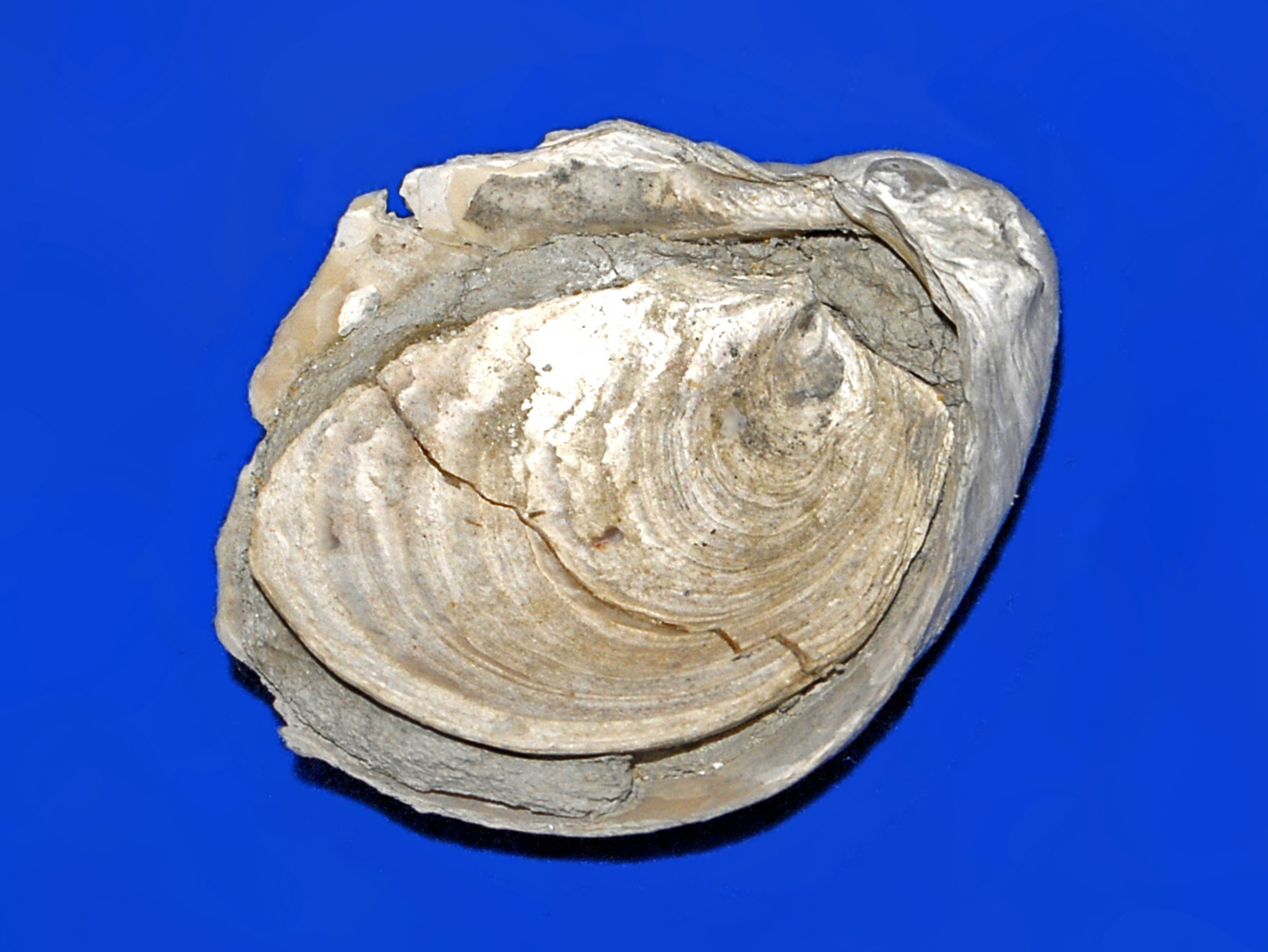
Neopycnodonte coclear.